# 公示送達

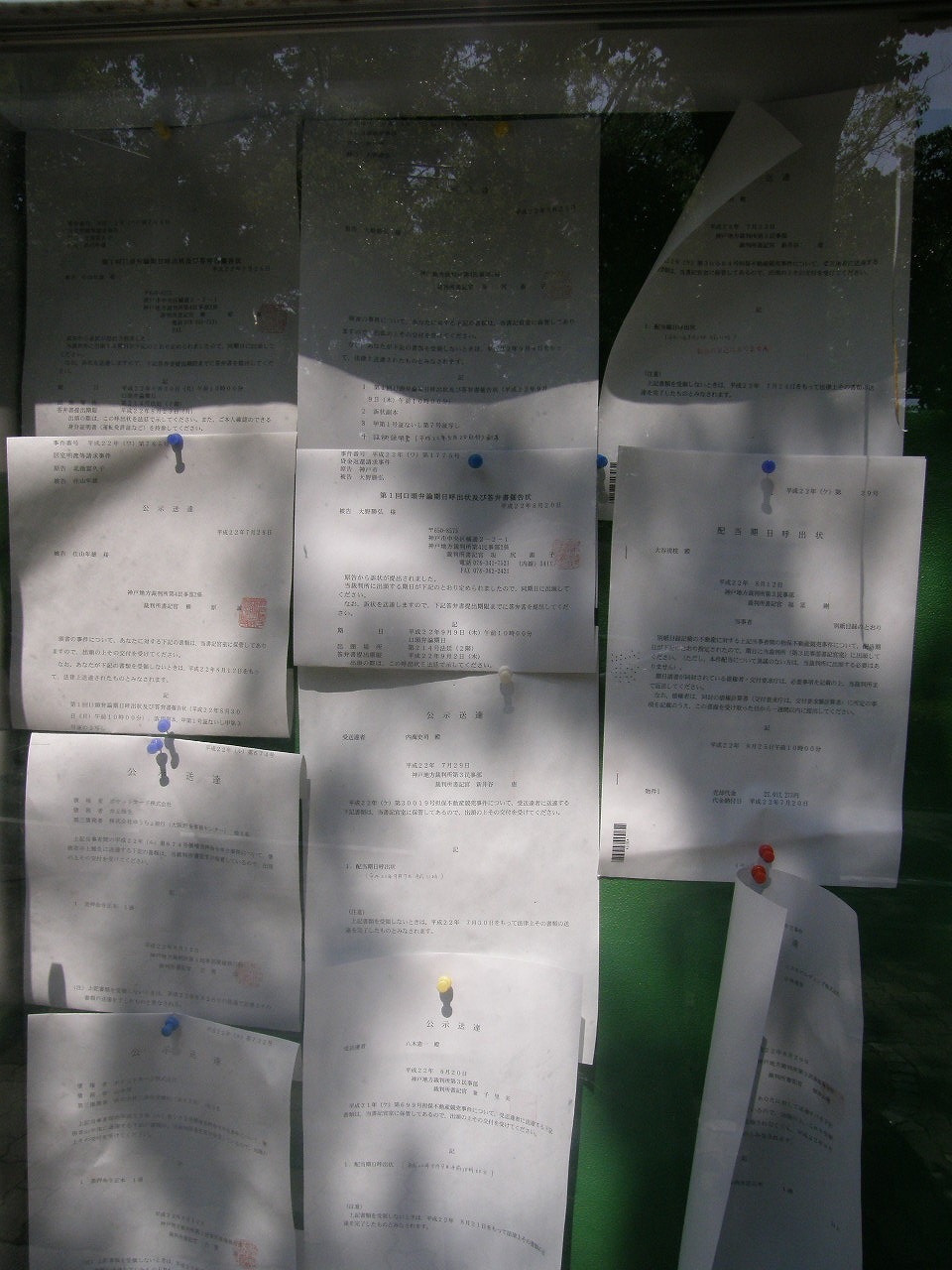
裁判所前に張り出された公示送達（神戸地裁前掲示板）

公示送達（こうじそうたつ）とは、相手方を知ることができない場合や、相手方の住所・居所がわからない人、相手方が海外に住んでいてその文書の交付の証明が取れないときなどに、法的に送達したものとする手続きのこと。

## 概説
日本では民法第98条に公示による意思表示の方法が定められており、民事訴訟法の規定を適用することとなっている。民事訴訟法では、第110条以下にその要件・方法等が示されている。
一般の手紙などの文書を公示送達で送ったことにする場合は、簡易裁判所において意思表示の公示送達の申立を行う。この場合、相手方が不明の場合は申立者の住所地の簡易裁判所、相手方の所在が不明の場合は相手方の最後の住所地の簡易裁判所が申立先になる（民法第98条第4項）。公示送達の文書は、裁判所に一定期間掲示され、かつ、その掲示があったことを官報に少なくとも1回掲載することで送達されたものとみなされる。ただし、裁判所は官報への掲載に代えて、市区町村役場またはこれに準ずる施設に掲示すべきことを命ずることができる（民法第98条第2項）
訴訟事件・競売事件などでは、手続き上、債務者又は所有者に送られる文書が本人に送達されることが必要となるが、行方不明のため不送達になったときは、係争裁判所・競売の執行裁判所に対して公示送達の申立を行う。裁判所に一定期間掲示されて、送達されたものとみなされる。
日本の刑事訴訟では、刑事訴訟法第54条により認められていない。国税については国税通則法第14条がこれを認める。

## 公示送達ができる場合
公示送達は、以下の場合に、当事者からの申立て、または、裁判所の命令（訴訟遅延を避けるために必要がある場合）により、裁判所書記官が行う。
- 当事者の住所、居所、その他送達すべき場所（就業場所等）が知れない場合
- 書留郵便等に付する送達によっても、送達することができない場合
- 外国において送達すべき場合に、該当国の管轄官庁、または、該当国駐在の日本大使・公使・領事に嘱託する方法ができない場合、嘱託しても送達できないと認められる場合
- 外国において送達すべき場合に、該当国の管轄官庁に嘱託を発した後6ヶ月を経過しても、送達を証明する送付がされない場合

## 手続
- 原則として、当事者からの公示送達の申立てが必要である（民事訴訟法110条1項柱書）。
  - その場合、申立書のほかに、住所地を証明する住民票・戸籍の附票、送達できないことを証明する現地および就業場所についての調査報告書を提出する。
- 裁判所書記官が、書類を保管し、いつでも交付することを、裁判所の掲示板に掲示する。
- 掲示開始から2週間（外国において送達すべき場合は6週間）経過した場合、送達の効果が発生する。
- 当事者が裁判に出頭しない欠席裁判となる場合、通常は相手の主張する事実を争わないものとみなされるが（擬制自白）、公示送達により呼び出された当事者には擬制自白は適用されない（民事訴訟法第159条第3項但書）。